# اشتباكات درعا 2021
اشتباكات درعا 2021 هي اشتباكات مستمرة بين ثوار ومقاتلين يتبعون المعارضة والجيش السوري الحر من جهة وقوات الحكومة السورية من جهة ثانيّة في محافظة درعا. بدأت الاشتباكات في 29 تموز/يوليو 2021 وذلك بعد بدء النظام عمليّة عسكرية ضد عددٍ من الثوار والمعارضين في مدينة درعا والذين ينشطون منذ عام 2018 بعد الهجوم الذي عُرف إعلاميًا باسمِ هجوم جنوب سوريا. أدَّت هذه العملية العسكريّة التي قادها النظام السوري إلى أعمال انتقامية من قبل الثوار في جميع أنحاء المحافظة. جديرٌ بالذكرِ أنَّ هذه الاشتباكات هي أعنف اشتباكات تشهدها مدينة درعا وذلك منذ هجوم جنوب سوريا عام 2018.

## الخطّ الزمني
28 تموز/يوليو
بدأت التوترات صبيحة الثامن والعشرون من تموز/يوليو حينما نصبت قوات تتبعُ النظام السوري حواجز عسكرية ومفارز أمنية في أحياء درعا البلد، وهو الأمر الذي رفضتهُ اللجان المركزية من قبل. سُرعان ما فشلت المفاوضات بين الطرفين، فنشرت عشائر درعا البلد بيانًا حول الأحداث في أحياء درعا البلد ومخيّم درعا، طالبوا فيهِ بترحيل جميع العائلات إلى مناطق آمنة بحال دخول قوات النظام السوري إلى المنطقة.
تحدثت مصادر في المعارضة السوريّة أنّ بعضًا من قوات النظام السوري تقدمت نحو المدينة وهاجمتها بأسلحة خفيفة في البداية فردَّ مجهولون عبر استهدافهم بالأسلحة الرشَّاشة مقرًا لأمن الدولة في مدينة إنخل بريفِ درعا الغربي.
29 تموز/يوليو
بدأت قوات النظام في وقتٍ مبكّرٍ من يوم التاسع والعشرين من تموز/يوليو هجومها على بعض المناطق في درعا مستهدفةً إيّاها بصواريخ أرض-أرض، ثمّ عاودت الكرّة عبر قذائف الهاون التي استهدفت أحياء متفرقة في مدينة درعا البلد وذلك في محاولات من القوات النظاميّة التقدم من عدة محاور.
ردَّ الثوار عبر شنّ هجومٍ عنيفٍ على مواقع وحواجز للنظام في ريف درعا الغربي، في الوقت الذي تحدثت فيهِ مصادر تتبعُ المعارضة عن تمكّن فصائل الثوار من أسر مجموعة عناصر تتبعُ النظام واغتنام أسلحة وذخائر. نجحت فصائل الثوار أيضًا في تفجير عبوة ناسفة بسيارة عسكرية كانت تقلُّ عناصر وضابط من قوات النظام على الطريق الواصل بين مدينتي إزرع والشيخ مسكين بغرض المنع من التقدم.
عاودت قوات النظام في وقتٍ متأخرٍ استهدافها بقذائف الهاون، أطراف بلدة المزيريب بريف درعا الغربي وذلك من مواقعها في منطقة الري، كما قصفت بعض الأحياء السكنيّة في بلدة اليادودة وهو ما تسبَّب في سقوط قتلى وجرحى في صفوف المدنيين ومحاصرة آخرين تحت الأنقاض.
30 تموز/يوليو
عمَّ هدوءٌ حذرٌ محافظة درعا رغم سماع أصوات إطلاق نار متقطع في عددٍ من المناطق، وذلك في ظلِّ أنباءٍ تحدثت عن اتفاقٍ لوقف إطلاق النار تمهيدًا للبدء بعملية تفاوضية جديدة. انتشرت في وقتٍ لاحقٍ من اليوم صور تُظهر رفع علم الثورة السورية فوق مبنى بلدية تسيل غربي درعا والذي كان مركزًا للمخابرات الجويّة قبل السيطرة عليه خلال اشتباكات اليوم السابق.

## ردود الفعل

### محليًا
خرجت عددٌ من المظاهرات دعمًا للثوار في درعا في مدينتي إدلب والباب الخاضعَيْن لسيطرة المعارضة.

### دوليًا
الامم المتحدة
دعا المبعوث الخاص للامم المتحدة الى سوريا غير بيدرسون جميع اطراف الصراع الى التهدئة و انه على اتصال دائم بالاطراف المعنية لوقف العنف كما شدد على وجوب التمسك بمبدا حماية المدنيين و القانون الانسان الدولي
فرنسا
كما ادانت فرنسا عبر وزارة خارجيتها الهجوم الذي شنته قوات النظام السوري في درعا و اعتبرته احد رموز المعاناة التي عانى منها السوريون خلال عقد من الصراع
الولايات المتحدة الامريكية
اعربت الخارجية الامريكية عن قلقها الشديد تجاه الوضع في درعا و دعت الى خفض التصعيد السماح بمرور المساعدات و المدنيين بحرية